# Aboncourt (Mozela)
Aboncourt – miejscowość i gmina we Francji, w regionie Grand Est, w departamencie Mozela.
Według danych na rok 1990 gminę zamieszkiwało 337 osób, a gęstość zaludnienia wynosiła 57 osób/km². Wśród 2335 gmin Lotaryngii Aboncourt plasuje się na 718. miejscu pod względem liczby ludności, natomiast pod względem powierzchni na miejscu 929.